# Waverly (Alabama)
Waverly es un pueblo ubicado en los condados de Chambers y Lee en el estado estadounidense de Alabama. En el año 2000 tenía una población de 184 habitantes y una densidad poblacional de 25,35 personas por km².

## Geografía
Waverly se encuentra ubicado en las coordenadas 32°44′8″N 85°34′27″O / 32.73556, -85.57417. Según la Oficina del Censo, la localidad tiene un área total de 7,1 km² (2,7 mi²), de la cual 7,1 km² (2,7 mi²) es tierra y 0,2 km² (0 mi²) (0.62%) es agua.

## Demografía
Según la Oficina del Censo en 2000 los ingresos medios por hogar en la localidad eran de $32,917, y los ingresos medios por familia eran $38,750. Los hombres tenían unos ingresos medios de $26,625 frente a los $16,071 para las mujeres. La renta per cápita para la localidad era de $18,406. Alrededor del 7,6% de la población estaban por debajo del umbral de pobreza.